# Marianne Thieme
Marianne Louise Thieme (Ede, 6 maart 1972) is een Nederlandse dierenactiviste, juriste, publiciste, theologe en politica. Zij is medeoprichtster van de Partij voor de Dieren en was van 2006 tot 2019 lid van de Tweede Kamer. Thieme schrijft ook over dierenrechten.

## Biografie
Thieme volgde het Duno College in Doorwerth. Vervolgens studeerde ze van 1991 tot 1992 aan de Sorbonne in Parijs. Vanaf 1992 studeerde ze aan de Erasmus Universiteit Nederlands rechten met als specialisatie bestuursrecht. Zij was lid van de Rotterdamsche Vrouwelijke Studenten Vereeniging RVSV. Ze werd in die periode vegetariër. Haar motivatie om rechten te gaan studeren was haar interesse in de 'rechten van dieren'. Thieme studeerde in 1997 af.
Van 1997 tot 2001 was Thieme werkzaam bij onderzoeksbureau B&A Groep te Den Haag. Tussen 2001 en 2004 was ze beleidsmedewerker bij de stichting Bont voor Dieren. In 2015 werd ze veganist.

### Nútopia en LLiNK
In november 2003 richtte ze samen met anderen omroepvereniging Nútopia op, de omroep voor dieren, natuur en milieu. In maart 2004 fuseerde Nútopia met De Nieuwe Omroep en werd de naam De Nieuwe Omroep Nútopia, in juni 2005 gewijzigd in LLiNK. Deze publieke omroep zond tussen september 2005 en augustus 2010 uit op televisie, radio en internet.

### Partij voor de Dieren
Op 28 oktober 2002 richtte ze samen met andere dierenbeschermers de Partij voor de Dieren op. Tijdens de Kamerverkiezingen van 22 januari 2003 was ze lijsttrekker, maar haar partij behaalde met 50.000 stemmen (0,5%) geen zetel.
In februari 2004 werd zij door de partij voorgedragen als lijsttrekker voor de Europese verkiezingen van 10 juni 2004. De partij haalde met 153.000 stemmen (3,2%) driemaal zoveel stemmen als in januari 2003. Het aantal was echter niet genoeg voor een zetel in het Europees Parlement, waarvoor een hogere kiesdrempel geldt. Na de Europese verkiezingen werd Thieme directeur van Stichting Wakker Dier, een dierenbeschermingsorganisatie die strijdt tegen de bio-industrie.

#### Tweede Kamerlid
In november 2006 lukte het haar wel om in de Kamer te komen. Ze haalde met haar partij twee zetels bij de Tweede Kamerverkiezingen 2006. Ook bij de Tweede Kamerverkiezingen 2010 en 2012 haalde de Partij voor de Dieren met Thieme als lijsttrekker twee zetels.
Op 2 september 2008 diende Thieme een initiatiefwetsvoorstel in om het onverdoofd ritueel slachten van dieren te verbieden. Op 28 juni 2011 werd dit wetsvoorstel met 116 stemmen voor en 30 stemmen tegen aangenomen door de Tweede Kamer, maar het strandde op 19 juni 2012 in de Eerste Kamer.
In september 2010 maakte zij bekend haar functie als voorzitter van de Partij voor de Dieren neer te zullen leggen. Op het partijcongres van 28 november 2010 werd Luuk Folkerts als haar opvolger gekozen.
Thieme was van 24 januari tot en met 15 mei 2012 als lid van de Tweede Kamer met zwangerschapsverlof. Esther Ouwehand verving haar in deze periode als fractievoorzitter, en Anja Hazekamp werd fractielid.
Bij de Tweede Kamerverkiezingen 2017 was Thieme voor de vijfde keer lijsttrekker van de Partij voor de Dieren. De partij ging bij deze verkiezingen van twee naar vijf zetels.
Van 11 oktober 2018 tot 31 januari 2019 onderbrak Thieme haar lidmaatschap van de Tweede Kamer vanwege ziekte. Zij werd als Kamerlid vervangen door Christine Teunissen, en als fractievoorzitter door Esther Ouwehand.
Jarenlang sloot Thieme al haar bijdragen aan debatten in de Tweede Kamer af met de woorden:
"Voorts zijn wij van mening dat er een einde moet komen aan de bio-industrie." Een eigenstandige invulling van de woorden die Cato aan het eind van elke redenering placht uit te spreken: "Ceterum censeo Carthaginem esse delendam" (Overigens ben ik van mening dat Carthago verwoest moet worden).

#### Na het Kamerlidmaatschap
Op 8 oktober 2019 trad Marianne Thieme uit de Tweede Kamer. Ze werd directeur van de Nicolaas G. Pierson Foundation (NGPF), het wetenschappelijk bureau van de Partij voor de Dieren. Voor de Tweede Kamerverkiezingen van 2021 was Thieme lijstduwer voor de Partij voor de Dieren. Ze stond op plek 50.
In 2023 rondde Thieme haar masterstudie Theologie af aan de University of Wales Trinity Saint David.

## Publicaties
In mei 2004 verscheen Thiemes boek De eeuw van het dier bij Uitgeverij Houtekiet. Ook in dit boek staan de rechten van het dier centraal. Er wordt een lijn getrokken van slavenbevrijding, via vrouwenemancipatie, naar dierenrechten. Het boek bevat autobiografische elementen, en telt verder bijdragen van Maarten 't Hart, Rudy Kousbroek, Paul Cliteur en anderen.
Op 29 januari 2005 publiceerde ze samen met Partij voor de Dieren-lijstduwer Rudy Kousbroek een open brief, gericht tegen het ritueel slachten van dieren.
In maart 2009 bracht Thieme haar essay Het gelijk van de dieren, het geluk van de mensen uit. Het essay geeft redenen aan om minder tot geen vlees te eten. Ze betoogt dat alle levensbeschouwingen, waaronder christendom, islam, boeddhisme, hindoeïsme, humanisme, kunnen inspireren tot het respecteren van de rechten van dieren. Ten aanzien van evolutie schrijft ze dat "er niet veel fantasie voor nodig is de beschermwaardigheid van het leven los te zien van een visie op de oorsprong van ons bestaan" en: "Het zou wel zeer discutabel zijn om 'familieleden' die genetisch nauw verwant zijn aan de mens, te onderwerpen en respectloos te behandelen".

## Kritiek
In maart 2007 onthulde NRC Handelsblad dat de belangrijkste financier van de Partij voor de Dieren, Nicolaas Pierson, ook geïmpregneerde klamboes verkocht waarvan de chemicaliën waren getest op dieren. Thieme noemde, als partijvoorzitter, de dierproeven voor de chemicaliën op de klamboes "een noodzakelijk kwaad", wat voor enige opschudding zorgde.
Haar lidmaatschap van de zevendedagsadventisten werd door de pers, met name in Nieuwe Revu en NRC Handelsblad, uitgebreid in beeld gebracht. Thieme gaf een interview aan De Telegraaf waarin zij verklaarde dat Adam en Eva vegetariërs waren en pas na de zondeval vlees waren gaan eten. Met deze uitspraak zou ze gepleit hebben voor vegetarisme, maar meer nog voor haar geloof in de schepping. Het verwijderen van een passage uit het toenmalige verkiezingsprogramma van de PvdD, waarin de evolutietheorie als verklaring van het ontstaan van soorten werd gegeven, is hiermee in verband gebracht.
Kritiek kwam onder meer van Maarten 't Hart en Rudy Kousbroek, beiden oud-lijstduwers van de Partij voor de Dieren en uitgesproken antireligieus. Beiden vonden dat de geloofsovertuiging van Thieme te veel nadruk begon te krijgen binnen de partij. Overigens nam 't Hart zijn kritiek kort daarna weer grotendeels terug in een uitzending van het programma EenVandaag.
In een weerwoord liet Thieme weten dat de kritiek geen hout snijdt. Haar keuze voor de Adventkerk in 2006 houdt volgens haar bijvoorbeeld geen verband met het partijprogramma uit 2004. Verder was de uitspraak over Adam en Eva een antwoord op de vraag van De Telegraaf hoe het beschermen van dieren te rijmen viel met de dierenoffers die in de Bijbel worden genoemd. Het schrappen van de passage over de evolutietheorie uit het verkiezingsprogramma voor de Europese Verkiezingen was volgens haar om het "niet tot speerpunt van ons Europese beleid te maken" en ze noemde het onjuist dat "de 80 procent atheïsten in het bestuur van de Partij voor de Dieren" voor haar argumenten gezwicht zou zijn.

## Onderscheidingen
- De Nederlandse parlementaire pers koos Thieme eind 2006 tot Politiek Talent van het Jaar.
- De Dierenbescherming koos Thieme begin 2008 tot Dierenbeschermer van het Jaar.[16]
- In 2013 ontving Thieme de Michiel de Ruyter Prijs, een initiatief van de Gouden Eeuw Awards.[17]
- Marianne Thieme is door Natuurmonumenten uitgeroepen tot Groenste Politicus van 2015.[18]
- Thieme werd bij haar afscheid van de Kamer benoemd tot ridder in de Orde van Oranje-Nassau. Tijdens haar laatste dag als lid van de Tweede Kamer op 8 oktober 2019 kreeg Thieme door Kamervoorzitter Khadija Arib de ridderorde opgespeld.[19]

## Privé
Thieme was van 2008 tot 2017 getrouwd met Jaap Korteweg (ondernemer en oprichter van De Vegetarische Slager). In augustus 2021 trouwde ze met Ewald Engelen, met wie ze sinds 2018 een relatie heeft. Thieme is moeder van twee dochters, één uit haar relatie met Korteweg en één uit een eerdere relatie. Ze is belijdend lidmaat van de zevendedagsadventisten.

## Filmografie
Al haar films worden gefinancierd door de Nicolaas G. Pierson Foundation.
- 2007: Meat the Truth, documentaire over de rol van de bio-industrie in de opwarming van de Aarde. De film is geregisseerd door televisiemaker Gertjan Zwanikken en gepresenteerd door Marianne Thieme.
- 2010: Sea the Truth, documentaire over de huidige toestand van onze oceanen en zeeën, die volgens wetenschappers binnen 40 jaar leeg zullen zijn als we met de huidige snelheid blijven vissen.
- 2012: De Haas in de Marathon, documentaire over 10 jaar Partij voor de Dieren.
- 2015: One Single Planet, documentaire over de grote duurzaamheidsproblemen die onze planeet bedreigen en de mogelijke oplossingen om de aarde leefbaar te houden voor toekomstige generaties.
- 2019: #Powerplant: plants could save the planet!, documentaire waarin de kansen van een plantaardige samenleving worden onderzocht.[26]